# یواس‌اس اچ-۵ (اس‌اس-۱۴۸)
یواس‌اس اچ-۵ (اس‌اس-۱۴۸) (به انگلیسی: USS H-5 (SS-148)) یک زیردریایی بود که طول آن ۱۵۰ فوت ۴ اینچ (۴۵٫۸۲ متر) بود. این زیردریایی در سال ۱۹۱۸ ساخته شد.